# Rio Conceição (Rio Grande do Sul)
O rio Conceição é um rio brasileiro do estado do Rio Grande do Sul. É um afluente do rio Ijuí. Passa pelos municípios de Cruz Alta, Boa Vista do Cadeado, Augusto Pestana, Ijuí e Coronel Barros.

## Afluentes
- Arroio do Angu
- Arroio Tabuão
- Arroio Leal

## Pontes
Ao longo de seu curso, o rio Conceição é atravessado por doze pontes rodoviárias:
- BR-377, em Cruz Alta;
- Estrada Vicinal, em Cruz Alta;
- Estrada Vicinal, em Cruz Alta;
- Estrada Vicinal, em Cruz Alta;
- AM (Acesso Municipal) 0010, em Boa Vista do Cadeado;
- Estrada Vicinal, em Boa Vista do Cadeado;
- Estrada Vicinal, em Boa Vista do Cadeado;
- Estrada Vicinal, em Augusto Pestana;
- RS-522, em Augusto Pestana;
- Estrada Ponte Branca, em Ijuí;
- Estrada Vicinal, em Coronel Barros;
- BR-285, em Coronel Barros.